# Maariw Arawim
Das Maʿariw ʿArawim (hebräisch מַעֲרִיב עֲרָבִים Maʿarīv ʿAravīm, deutsch ‚Derjenige, der die Abende Abend werden lässt‘) ist ein jüdisches Gebet.

## Beschreibung
Es ist der erste Segensspruch vor dem Schma und generell das Eröffnungsgebet während des Maʿariw. Es ist das parallele Gebet zu Birkat Jozer Or, das an derselben Stelle im Schacharit vorgetragen wird. Genauso wie Birkat Jozer Or, das das Kommen des Lichts beschreibt, beschreibt das Maʿariw ʿArawim das Kommen der Dunkelheit. MaʿariwaʿArawim und Ahawat Olam, die beide am Anfang Maariv vorgetragen werden, gelten beide als Segenssprüche vor dem Schma (בִּרְכוֹת קְרִיאַת שְׁמַע). Daher werden sie in dieser Form als eine Bestätigung der Einheit angesehen. Das Maʿariw ʿArawim ist ein Dankgebet an Gott, dafür die Dunkelheit zu schaffen, den Tag und die Nacht zu schaffen, für Sterne am Himmel zu sorgen, und die Jahreszeiten zu bestellen. Es ist erlaubt, diesen Segensspruch jederzeit nach dem Sonnenuntergang vorzutragen, selbst wenn die Dunkelheit noch nicht vollständig eingetreten ist.

## Text und Übersetzung
אֵל חַי וְקַיָּם תָּמִיד יִמְלוךְ עָלֵינוּ לְעולָם וָעֶד:

„Gesegnest seist Du […] König der Welt, der mit seinem Worte die Abend dämmern läßt, mit Weisheit Pforten öffnet und mit Einsicht Minuten ändert und wechseln läßt die Zeiten und ordnet die Sterne in ihren Wachen am Firmamente nach seinem Willen, schaffet Tag und Nacht, läßt Licht vor Dunkel zurückweichen und Dunkel vor Licht, Tag fortgehen und Nacht kommen und scheidet zwischen Tag und Nacht, Gott Zebaoth ist sein Name. Er, der lebendige und unveränderliche Gott wird stets über uns in Ewigkeit walten. Gesegnet seist Du, Gott, der die Abende dämmern läßt.“